# مینای طوق‌سفید
مینای گردن‌سفید یا مینای طوق‌سفید یکی از گونه‌های مینای معمولی است که نام علمی آن Acridotheres albocinctus است. این پرنده در چین، هندوستان و میانمار یافت می‌شود.